# Sonia Bompastor
Sonia Bompastor (Blois, Francia; 8 de junio de 1980) es una entrenadora de fútbol y exfutbolista francesa. Dirige al Chelsea Femenino de la Women's Super League de Inglaterra.
Bompastor jugaba de mediocampista, preferentemente del lado izquierdo, pero también jugó de lateral izquierdo. Fue dos veces distinguida como Jugadora del Año de la Unión Nacional de Futbolistas Profesionales (UNFP), y luego de pasar a la Women's Professional Soccer (WPS) de los Estados Unidos, ganó el premio a Jugadora del Mes y fue incluida en el All-Star.
Bompastor comenzó su carrera futbolística en el US Mer en 1988. En 1992, se incorporó al US Thoury. En el mismo año, consiguió entrar a la reconocida academia Clairefontaine y se unió a un grupo selecto de jugadoras. Después de su paso por Clairefontaine, se unió al Tours EC, la sección femenina del Tours FC. En 2000, fichó con el ESOF Vendée La Roche-sur-Yon de la Division 1 Féminine y por su buen desempeño se ganó un traslado al Montpellier. En Montpellier, consiguió varios títulos nacionales y distinciones individuales, lo que resultó en que el Olympique Lyonnais se fijara en ella. En 2008, se unió a la recientemente creada liga de fútbol femenino en Estados Unidos, la Women's Professional Soccer, luego de ser elegida por el Washington Freedom en el draft de 2008. Después de llegar a los playoffs con el Freedom, Bompastor regresó a Francia, donde jugó como cedida en el Paris Saint-Germain. En 2010, anunció que regresaría a Lyon para la temporada 2010-11 y, posteriormente, fue parte del equipo que ganó la UEFA Women's Champions League de 2010-11.
Bompastor también fue internacional con la selección de Francia. Comenzó jugando a nivel juvenil con la selección sub-18 en el Campeonato Femenino Sub-18 de la UEFA de 1998. Bompastor hizo su debut internacional absoluto en febrero de 2000 en un partido amistoso contra Escocia. De 2004 a 2006, fue capitana del combinado francés. Bompastor ha jugado en numerosos torneos para su país comenzando con la Eurocopa Femenina de la UEFA 2001.
En junio de 2013, Bompastor decidió poner fin a su carrera como jugadora tras la final de la Copa Femenina de Francia. Se convirtió en directora de la academia del Olympique de Lyon Femenino después de su retiro. En abril de 2021, asumió como entrenadora del Lyon.

## Trayectoria

### Inicios
Bompastor nació en Blois y comenzó a jugar al fútbol a una edad temprana. De origen portugués, sus dos padres son de Póvoa de Varzim y la mayor parte de su familia aún vive en la zona. Se sintió atraída por el fútbol a través de su padre, que era árbitro y quien la llevaba a muchos de los juegos que arbitraba los fines de semana.
Bompastor comenzó su carrera futbolística en 1988 en US Mer, un club local en una comuna vecina, jugando con el equipo mixto. En 1992, se incorporó a US Thoury. Ese mismo año, ganó la selección para un equipo femenino exclusivo que recibió autorización de la Federación Francesa de Fútbol para entrenar en la academia Clairefontaine. La academia se había convertido rápidamente en un centro de entrenamiento de alto nivel para jugadores de fútbol masculino y los seguidores del fútbol femenino querían que las mujeres más jóvenes tuvieran los mismos beneficios de las instalaciones que los hombres jóvenes. Después de la formación profesional en Clairefontaine, Bompastor se trasladó al equipo amateur Tours EC. Pasó cuatro años en el club antes de unirse al ESOF Vendée La Roche-sur-Yon de la División 1 Féminine en 2000.

### Carrera profesional

Bompastor jugando para Washington Freedom en 2009.

La carrera profesional de Bompastor comenzó en el ESOF Vendée La Roche-sur-Yon en 2000. Marcó siete goles durante sus dos años con el club antes de pasar al Montpellier HSC en 2002.
En Montpellier, Bompastor floreció y anotó 38 goles en cuatro temporadas llevando a su club a ganar la liga en 2004 y 2005, y el Challenge de France (versión femenina de la Copa de Francia).
El Olympique de Lyon fue el próximo destino de Bompastor, al que se incorporó en 2006. Se convirtió en una pieza importante del equipo que ganó la liga consecutivamente en 2007 y 2008, y el Challenge de France en 2008. Esto le dio seis títulos en un lapso de cuatro años, igualando a sus compañeras de equipo Camille Abily y Élodie Thomis, quienes también habían formado parte del Montpellier donde Bompastor había jugado anteriormente.
El 24 de septiembre de 2008, Bompastor fue elegida por el Washington Freedom en un draft para unirse a la nueva liga de fútbol femenino en Estados Unidos, la Women's Professional Soccer. En la temporada 2009 de esta liga, Bompastor jugó 19 partidos (todos como titular, 1709 minutos en total) y anotó cuatro goles y seis asistencias. Tras el final de la temporada, fue cedida al Paris Saint-Germain de la D1 Féminine.
Bompastor regresó a los Estados Unidos en abril de 2010 para jugar la temporada 2010 con Washington Freedom. Con un rol más parecido a una centrocampista defensiva, jugó 22 partidos acumulando 2 goles y 5 asistencias. El 30 de septiembre de 2010, el club anunció que cumpliría con la solicitud de la futbolista de regresar a Francia a pesar de tener contrato por tres años.
En 2012, ya en las filas del Olympique de Lyon, logró un triplete histórico: Division 1 Féminine, Copa Femenina de Francia y Liga de Campeones. En noviembre del mismo año, marcó el penal de la victoria ante el Kobe en la final de la Mobcast Cup, un mundial de clubes extraoficial.
El 7 de junio de 2013, anunció que se retiraría del fútbol luego de disputar la final de la Copa de Francia, el 9 de junio, contra el Saint-Étienne. A los 33 años, Bompastor terminó su carrera conquistando su 15.° título tras ganar la mencionada copa.

## Selección nacional
Bompastor debutó en la selección mayor de Francia el 26 de febrero de 2000 en un partido ante Escocia. Formó parte de los equipos que participaron en las ediciones de 2001, 2005 y 2009 de la Eurocopa Femenina. También representó a Francia en la Copa Mundial de 2003 y la Copa Mundial de 2011.
El 27 de septiembre de 2008, Bompastor jugó su partido internacional número 100 en un crucial partido de clasificación para la Eurocopa Femenina de 2009 contra Islandia que Francia ganó 2-1.

### Goles internacionales
| Gol | Fecha                    | Lugar                                             | Rival             | Parcial | Resultado | Competición                                  |
| --- | ------------------------ | ------------------------------------------------- | ----------------- | ------- | --------- | -------------------------------------------- |
| 1   | 21 de febrero de 2004    | Stade de la Mosson, Montpellier, Francia          | Escocia           | 1–1     | 6–3       | Amistoso                                     |
| 2   | 21 de febrero de 2004    | Stade de la Mosson, Montpellier, Francia          | Escocia           | 5–3     | 6–3       | Amistoso                                     |
| 3   | 14 de marzo de 2004      | Estádio da Nora, Ferreiras, Portugal              | Estados Unidos    | 5–1     | 5–1       | Copa de Algarve 2004                         |
| 4   | 16 de marzo de 2004      | Estádio Municipal, Quarteira, Portugal            | Suecia            | 0–3     | 0–3       | Copa de Algarve 2004                         |
| 5   | 21 de febrero de 2004    | Stade Auguste Delaune, Reims, Francia             | Hungría           | 2–0     | 6–0       | Clasificación para la Eurocopa Femenina 2005 |
| 6   | 21 de febrero de 2004    | Stade Fernand Sastre, Sens, Francia               | Irlanda           | 3–0     | 6–0       | Amistoso                                     |
| 7   | 22 de abril de 2006      | Stadion Eszperantó Út, Dunaújváros, Hungría       | Hungría           | 0–2     | 0–5       | Clasificación para la Copa Mundial de 2007   |
| 8   | 22 de noviembre de 2006  | Stade de la Libération, Boulogne-sur-Mer, Francia | Bélgica           | 4–0     | 6–0       | Amistoso                                     |
| 9   | 23 de abril de 2008      | Yiannis Pathiakakis Stadium, Akratitos, Grecia    | Grecia            | 0–3     | 0–5       | Clasificación para la Eurocopa Femenina 2009 |
| 10  | 25 de abril de 2009      | Colmar Stadium, Colmar, Francia                   | Suiza             | 1–0     | 1–0       | Amistoso                                     |
| 11  | 24 de agosto de 2009     | Ratina Stadion, Tampere, Finlandia                | Islandia          | 1–2     | 1–3       | Eurocopa Femenina 2009                       |
| 12  | 25 de febrero de 2010    | Richmond Park, Dublin, Irlanda                    | Irlanda           | 0–1     | 1–2       | Amistoso                                     |
| 13  | 27 de marzo de 2010      | Stade de la Libération, Boulogne-sur-Mer, Francia | Irlanda del Norte | 2–0     | 6–0       | Clasificación para la Copa Mundial de 2011   |
| 14  | 31 de marzo de 2010      | Windsor Park, Belfast, Irlanda del Norte          | Irlanda del Norte | 0–1     | 0–4       | Clasificación para la Copa Mundial de 2011   |
| 15  | 15 de septiembre de 2010 | Stadio Pietro Barbetti, Gubbio, Italia            | Italia            | 1–3     | 2–3       | Clasificación para la Copa Mundial de 2011   |
| 16  | 13 de julio de 2011      | Borussia-Park, Mönchengladbach, Alemania          | Estados Unidos    | 1–1     | 1–3       | Copa Mundial de 2011                         |
| 17  | 26 de octubre de 2011    | Stade de l'Aube, Troyes, Francia                  | Israel            | 2–0     | 5–0       | Clasificación para la Eurocopa Femenina 2013 |
| 18  | 28 de febrero de 2012    | GSP Stadium, Nicosia, Chipre                      | Suiza             | 3–0     | 3–0       | Copa de Chipre 2012                          |

## Estadísticas

### Como jugadora
| Club                           | País           | Año         |
| ------------------------------ | -------------- | ----------- |
| ESOF Vendée La Roche           | Francia        | 2000 - 2002 |
| Montpellier                    | Francia        | 2002 - 2006 |
| Olympique de Lyon              | Francia        | 2006 - 2009 |
| Washington Freedom             | Estados Unidos | 2009 - 2010 |
| Paris Saint-Germain (préstamo) | Francia        | 2009 - 2010 |
| Olympique de Lyon              | Francia        | 2010 - 2013 |

### Como entrenadora
| Equipo                             | Div.                | Temporada           | Liga | Liga | Liga | Liga | Liga |    | Copa | Copa | Copa | Copa |    | Internacional | Internacional | Internacional | Internacional | Internacional |   | Otros | Otros | Otros | Otros |    | Totales     | Totales | Totales | Totales | Totales | Totales | Totales | Totales |
| Equipo                             | Div.                | Temporada           | PD   | G    | E    | P    | Pos. | PD | G    | E    | P    | PD   | G  | E             | P             | Pos.          | PD            | G             | E | P     | PD    | G     | E     | P  | Rendimiento | GF      | GC      | Dif.    |         |         |         |         |
| ---------------------------------- | ------------------- | ------------------- | ---- | ---- | ---- | ---- | ---- | -- | ---- | ---- | ---- | ---- | -- | ------------- | ------------- | ------------- | ------------- | ------------- | - | ----- | ----- | ----- | ----- | -- | ----------- | ------- | ------- | ------- | ------- | ------- | ------- | ------- |
| Olympique de Lyon Femenino Francia | 1.ª                 | 2020-21             | 5    | 4    | 1    | 0    | 2.º  | -  | -    | -    | -    | -    | -  | -             | -             | -             | -             | -             | - | -     | 5     | 4     | 1     | 0  | 86.67%      | 18      | 1       | +17     |         |         |         |         |
| Olympique de Lyon Femenino Francia | 1.ª                 | 2021-22             | 22   | 21   | 1    | 0    | 1.º  | 2  | 1    | 0    | 1    | 13   | 11 | 0             | 2             | 1.º           | -             | -             | - | -     | 37    | 33    | 1     | 3  | 90.09%      | 118     | 22      | +96     |         |         |         |         |
| Olympique de Lyon Femenino Francia | 1.ª                 | 2022-23             | 22   | 20   | 1    | 1    | 1.º  | 5  | 4    | 1    | 0    | 8    | 4  | 2             | 2             | 1/4           | 1             | 1             | 0 | 0     | 36    | 29    | 4     | 3  | 84.26%      | 98      | 20      | +78     |         |         |         |         |
| Olympique de Lyon Femenino Francia | 1.ª                 | 2023-24             | 24   | 22   | 1    | 1    | 1.º  | 4  | 3    | 1    | 0    | 11   | 8  | 2             | 1             | 2.º           | 1             | 1             | 0 | 0     | 40    | 34    | 4     | 2  | 88.33%      | 147     | 28      | +119    |         |         |         |         |
| Olympique de Lyon Femenino Francia | Total               | Total               | 73   | 67   | 4    | 2    | -    | 11 | 8    | 2    | 1    | 32   | 23 | 4             | 5             | -             | 2             | 2             | 0 | 0     | 118   | 100   | 10    | 8  | 87.57%      | 381     | 71      | +310    |         |         |         |         |
| Chelsea Femenino Inglaterra        | 1.ª                 | 2024-25             | 22   | 19   | 3    | 0    | 1.º  | 8  | 8    | 0    | 0    | 10   | 7  | 0             | 3             | 1/2           | -             | -             | - | -     | 40    | 34    | 3     | 3  | 87.5%       | 103     | 32      | +71     |         |         |         |         |
| Chelsea Femenino Inglaterra        | 1.ª                 | 2025-26             | 0    | 0    | 0    | 0    | -    | 0  | 0    | 0    | 0    | 0    | 0  | 0             | 0             | -             | 0             | 0             | 0 | 0     | 0     | 0     | 0     | 0  | 0%          | 0       | 0       | +0      |         |         |         |         |
| Chelsea Femenino Inglaterra        | Total               | Total               | 22   | 19   | 3    | 0    | -    | 8  | 8    | 0    | 0    | 10   | 7  | 0             | 3             | -             | 0             | 0             | 0 | 0     | 40    | 34    | 3     | 3  | 87.5%       | 103     | 32      | +71     |         |         |         |         |
| Total en su carrera                | Total en su carrera | Total en su carrera | 95   | 86   | 7    | 2    | -    | 19 | 16   | 2    | 1    | 42   | 30 | 4             | 8             | -             | 2             | 2             | 0 | 0     | 158   | 134   | 13    | 11 | 87.55%      | 484     | 103     | +381    |         |         |         |         |
| 1. 2. 3.                           |                     |                     |      |      |      |      |      |    |      |      |      |      |    |               |               |               |               |               |   |       |       |       |       |    |             |         |         |         |         |         |         |         |

#### Resumen por competiciones
| Competición                           | Partidos | Ganados | Empatados | Perdidos | %      | Resultado  |
| ------------------------------------- | -------- | ------- | --------- | -------- | ------ | ---------- |
| Division 1 Féminine                   | 73       | 67      | 4         | 2        | 93.61% | Campeona   |
| Copa Femenina de Francia              | 11       | 8       | 2         | 1        | 78.79% | Campeona   |
| Supercopa Femenina de Francia         | 2        | 2       | 0         | 0        | 100%   | Campeona   |
| Women's Super League                  | 22       | 19      | 3         | 0        | 90.91% | Campeona   |
| Women's FA Cup                        | 5        | 5       | 0         | 0        | 100%   | Campeona   |
| FA Women's League Cup                 | 3        | 3       | 0         | 0        | 100%   | Campeona   |
| Women's FA Community Shield           | 0        | 0       | 0         | 0        | 0%     | En disputa |
| Liga de Campeones Femenina de la UEFA | 42       | 30      | 4         | 8        | 74.6%  | Campeona   |
| TOTAL                                 | 158      | 134     | 13        | 11       | 87.55% | 10 Títulos |

## Palmarés

### Como jugadora

#### Títulos nacionales
| Título                   | Club              | País    | Año     |
| ------------------------ | ----------------- | ------- | ------- |
| Division 1 Féminine      | Montpellier       | Francia | 2003-04 |
| Division 1 Féminine      | Montpellier       | Francia | 2004-05 |
| Copa Femenina de Francia | Montpellier       | Francia | 2005-06 |
| Division 1 Féminine      | Olympique de Lyon | Francia | 2006-07 |
| Division 1 Féminine      | Olympique de Lyon | Francia | 2007-08 |
| Copa Femenina de Francia | Olympique de Lyon | Francia | 2007-08 |
| Division 1 Féminine      | Olympique de Lyon | Francia | 2008-09 |
| Division 1 Féminine      | Olympique de Lyon | Francia | 2010-11 |
| Division 1 Féminine      | Olympique de Lyon | Francia | 2011-12 |
| Copa Femenina de Francia | Olympique de Lyon | Francia | 2011-12 |
| Division 1 Féminine      | Olympique de Lyon | Francia | 2012-13 |
| Copa Femenina de Francia | Olympique de Lyon | Francia | 2012-13 |

#### Títulos internacionales
| Título                       | Club              | País       | Año     |
| ---------------------------- | ----------------- | ---------- | ------- |
| Liga de Campeones de la UEFA | Olympique de Lyon | Inglaterra | 2010-11 |
| Liga de Campeones de la UEFA | Olympique de Lyon | Alemania   | 2011-12 |
| Copa de Chipre               | Francia           | Chipre     | 2012    |

(*) Incluyendo la Selección

### Como entrenadora

#### Títulos nacionales
| Título                        | Club              | País       | Año     |
| ----------------------------- | ----------------- | ---------- | ------- |
| Division 1 Féminine           | Olympique de Lyon | Francia    | 2021-22 |
| Supercopa Femenina de Francia | Olympique de Lyon | Francia    | 2022    |
| Copa Femenina de Francia      | Olympique de Lyon | Francia    | 2022-23 |
| Division 1 Féminine           | Olympique de Lyon | Francia    | 2022-23 |
| Supercopa Femenina de Francia | Olympique de Lyon | Francia    | 2023    |
| Division 1 Féminine           | Olympique de Lyon | Francia    | 2023-24 |
| FA Women's League Cup         | Chelsea           | Inglaterra | 2024-25 |
| Women's Super League          | Chelsea           | Inglaterra | 2024-25 |
| Women's FA Cup                | Chelsea           | Inglaterra | 2024-25 |

#### Títulos internacionales
| Título                       | Club              | País   | Año     |
| ---------------------------- | ----------------- | ------ | ------- |
| Liga de Campeones de la UEFA | Olympique de Lyon | Italia | 2021-22 |

### Distinciones individuales

#### Distinciones futbolísticas
| Distinción                                           | Año  |
| ---------------------------------------------------- | ---- |
| Jugadora del Año de la UNFP                          | 2004 |
| Jugadora del Año de la UNFP                          | 2008 |
| Mejor Once de la WPS                                 | 2009 |
| Mejor Once de la WPS                                 | 2010 |
| Equipo Estelar de la Copa Mundial Femenina de Fútbol | 2011 |

#### Distinciones honoríficas
- Dama de la Orden Nacional del Mérito: 2014[13]